# 台湾刺蕊草
台湾刺蕊草（学名：Pogostemon formosanus）为唇形科刺蕊草属下的一个种。其种加词“formosanus”意为“台湾的”。